# Flitcraft
Flitcraft, en karaktär i Dashiell Hammetts roman Riddarfalken från Malta. 
I den mest kända filmversionen Riddarfalken från Malta (The Maltese Falcon, John Huston, 1941) berättar Humphrey Bogarts rollfigur Sam Spade anekdoten för Mary Astor i rollen som Brigid O'Shaughnessy om en fastighetsmäklare vid namn Flitcraft vilken en dag vid lunch lämnar sitt kontor för att aldrig mer återvända.
"Flitcraft" är titeln på en låt av bandet The Mekons från 1985 inspirerad av karaktären i Hammetts roman. Flitcraft omnämns även i Paul Austers roman Orakelnatten från 2003.